# Monizm teoretyczny
Monizm teoretyczny – nazwa stosowana w odniesieniu do takiego podejścia w ramach filozofii nauki, zgodnie z którym, nowości teoretyczne do nauki wprowadzane są dopiero wtedy, gdy pojawiają się fakty niezgodne z dotychczas akceptowaną teorią. Alternatywą dla niego jest pluralizm teoretyczny.
U podstaw tak rozumianego monizmu leżą następujące założenia:
- wprowadzenie nowej teorii ma sens tylko wtedy, gdy jest ona wyraźnie lepsza od teorii dotychczasowej;
  - sformułowanie równie dobrej (lub gorszej) teorii-rywalki przynosi wyłącznie straty, bo np.: odciąga uwagę uczonych od teorii lepiej potwierdzonej, należy na nowo pisać podręczniki, opracowania, programy uniwersyteckie celem uwzględnienia nowego ujęcia, dlatego;
    - należy hamować konstrukcję i rozwój teorii alternatywnych;
- należy zwiększać nie liczbę wzajemnie niezgodnych teorii lecz liczbę doniosłych faktów, potwierdzających/obalających obowiązującą teorię;
  - dobrze potwierdzona teoria musi być utrzymywana tak długo, dopóki nie zostanie sfalsyfikowana.

Monizm bazuje na tezie o stabilności języka obserwacyjnego, zgodnie z którą znaczenie twierdzenia obserwacyjnego jest niezmienne mimo zmian teoretycznych. 
Teza ta bazuje na dwujęzykowym modelu nauki, zgodnie z którym, każde twierdzenie naukowe jednoznacznie może być zaklasyfikowane albo do języka obserwacyjnego, albo do języka teoretycznego. Znaczenie i prawdziwość twierdzeń języka pierwszego określane jest drogą określonych procedur potwierdzających i samych obserwacji. Przyjmuje się tu, że język obserwacyjny jest albo całkowicie, względem teoretycznego, neutralny, albo, że jedyny wpływ jaki na obserwację wywrzeć może teoria polega na tym, iż teoria ogniskuje uwagę na pewnych faktach jako na bardziej istotnych, a inne traktuje jako mniej istotne.  
W związku z powyższym, obserwacje, o ile przeprowadzone są starannie, z zaleceniami metody naukowej, zawsze mają bezproblematyczny charakter, i, przez to, wyrażające je twierdzenia mają charakter bezproblematyczny, w przeciwieństwie do wątpliwych (hipotetycznych) twierdzeń teoretycznych.
W ramach tezy o stabilności język teoretyczny służy jedynie systematyzowaniu faktów wyrażonych w języku obserwacyjnym, ponieważ zmiana teoretyczna (np. przejście od dynamiki Newtona do dynamiki Einsteina) nie wywołuje żadnej zmiany treści tego języka. 
- Wśród filozofów tak rozumianymi monistami są np. Rudolf Carnap, Karl Popper, Thomas Kuhn.
- Wśród uczonych tak rozumianymi monistami są np. Stephen Jay Gould, Isaac Asimov.

## Literatura
- Paul Feyerabend, Przeciw metodzie, Wydawnictwo Siedmiogród, Wrocław 1996
- Kazimierz Jodkowski, Metodologiczne aspekty kontrowersji ewolucjonizm-kreacjonizm, "RRR 35", Wydawnictwo UMCS, Lublin, 1998, ISBN 83-227-1321-5
- Kazimierz Jodkowski, Niewspółmierność. Studium przypadku: kontrowersja ewolucjonizm-kreacjonizm, wersja internetowa
- Kazimierz Jodkowski, Wspólnoty uczonych, paradygmaty i rewolucje naukowe, "RRR 22", Wydawnictwo Uniwersytetu Marii Curie-Skłodowkiej, Lublin 1990